# HP-67/-97
La HP-67 és una calculadora portàtil programable amb targeta magnètica, introduïda per Hewlett-Packard el 1976 a un preu de venda recomanat de 450 dòlars. Es va vendre també una versió d'escriptori amb impressora tèrmica integrada com a HP-97 a un preu de 750 dòlars.
Comercialitzades com a successores millorades de l'HP-65, els HP-67/97 es basaven en la tecnologia de la "sèrie 20" de calculadores (HP-25, HP-19C, etc.) presentada un any abans. Els dos models són funcionalment equivalents i poden intercanviar els programes mitjançant targetes magnètiques .

## Característiques
La HP 67/97 ofereix un conjunt complet d'operacions científiques, estadístiques i d'enginyeria, inclent funcions trigonomètriques, logarítmiques i exponencials, conversions de coordenades, mitjana/desviació estàndard, etc.
La sèrie HP-67/97 comptava amb una memòria de programa de 224 paraules de vuit bits. Els dos bits addicionals per paraula en comparació amb els sis de l'HP-65 van permetre als dissenyadors emmagatzemar qualsevol instrucció del programa en una sola cel·la de memòria ("codis de tecles completament combinats"), fins i tot si requeria diverses pulsacions de tecla per cada entrada. Els programes podien incloure 20 etiquetes, subrutines (3 nivells de profunditat), quatre registres de "flags", 8 funcions de comparació i funcions de control d'índex i bucle ampliades.
Amb 15 dígits, la pantalla era més àmplia que la dels models predecessors, tot i que el punt decimal es mostrava en la seva pròpia posició de dígits. Les tecles de la HP-67 porten fins a quatre funcions cadascuna, a les quals s'accedeix mitjançant les tecles de prefix "f", "g" i "h" (etiquetes daurades, blaves i negres, respectivament). El model 97 tenia més tecles (i més grans), per tant només es van assignar dues funcions a cada tecla. En intercanviar targetes magnètiques entre l'HP-67 i l'HP-97, el firmware de les calculadores s'encarregava de convertir els codis de tecla i emulava les funcions d'impressió de la 97 a la pantalla de la 67.
El model HP-67 funciona amb un paquet de tres bateries recarregables de níquel-cadmi de mida AA. A causa dels requisits d'alimentació de la impressora tèrmica integrada, la HP-97 utilitza una bateria més gran i un carregador més potent.

## Memòria i programació
De la memòria de dades de 26 registres, es podia accedir directament als deu primers ("registres primaris"), a deu més com a conjunt de registres alternatius i als sis restants mitjançant les claus definides per l'usuari AE i com a registre d'índex. Utilitzant aquest últim, un programa podia accedir als 26 registres com una única matriu indexada. La memòria de dades no és permanent com en models posteriors, és a dir, el contingut del registre i el programa es perden quan s'apaga. El conjunt de registres alternatius també va ser utilitzat per les funcions estadístiques.
El lector/gravador de targetes magnètiques integrat es podia utilitzar per desar programes i dades, amb la possibilitat de combinar dades de diverses targetes. Més tard es va utilitzar el mateix format de targeta magnètica per a la HP-41C que oferia compatibilitat amb la 67/97 a través del firmware del lector de targetes. HP va oferir una biblioteca de programes subministrats en paquets de targetes magnètiques preenregistrades per a moltes aplicacions, com ara topografia, medicina, així com enginyeria civil i elèctrica. Les targetes es podien protegir d'escriptura tallant una cantonada designada.

A part del firmware i el suport d'HP, una comunitat d'usuaris activa va donar suport a l'HP-67/97 així com als altres programables d'HP de l'època. El grup es va anomenar PPC i va editar el PPC Journal. Una de les contribucions notables del grup va ser el desenvolupament d'una "Blackbox" que permetia visualitzacions pseudo-alfanumèriques.

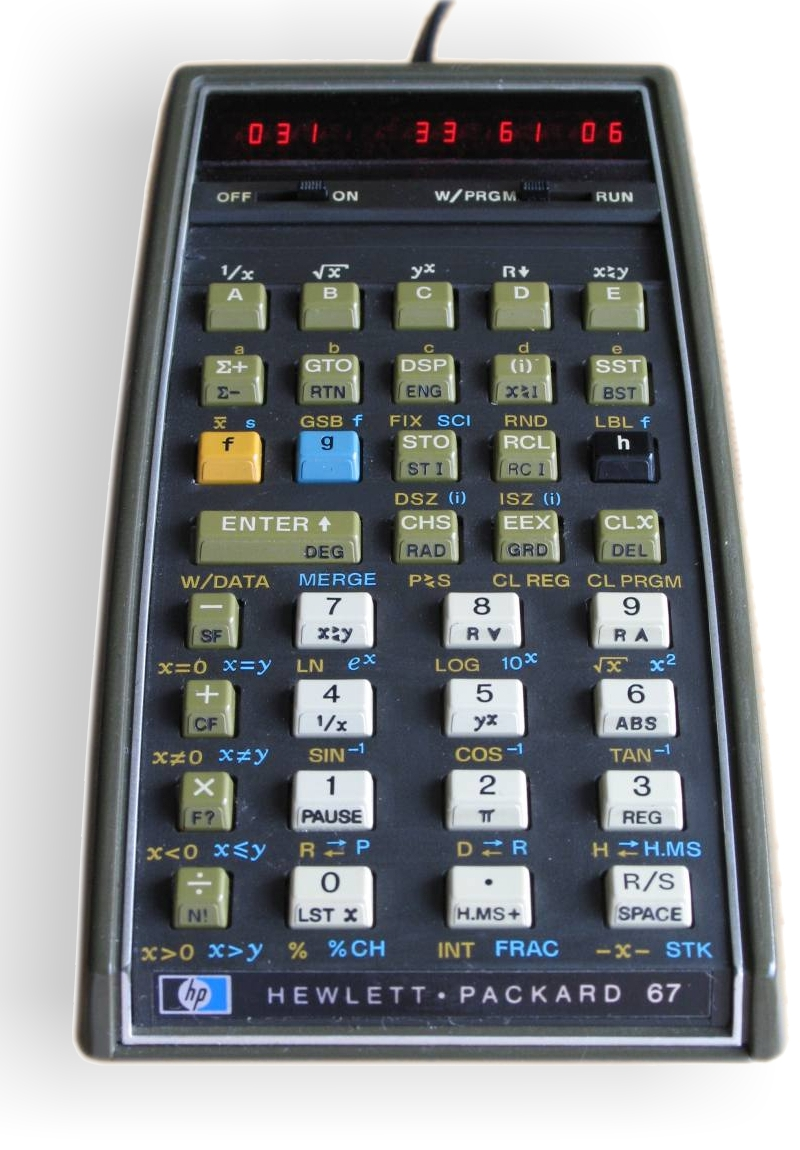
HP-67 en mode de programació que mostra el codi de clau per a STO + 6 .
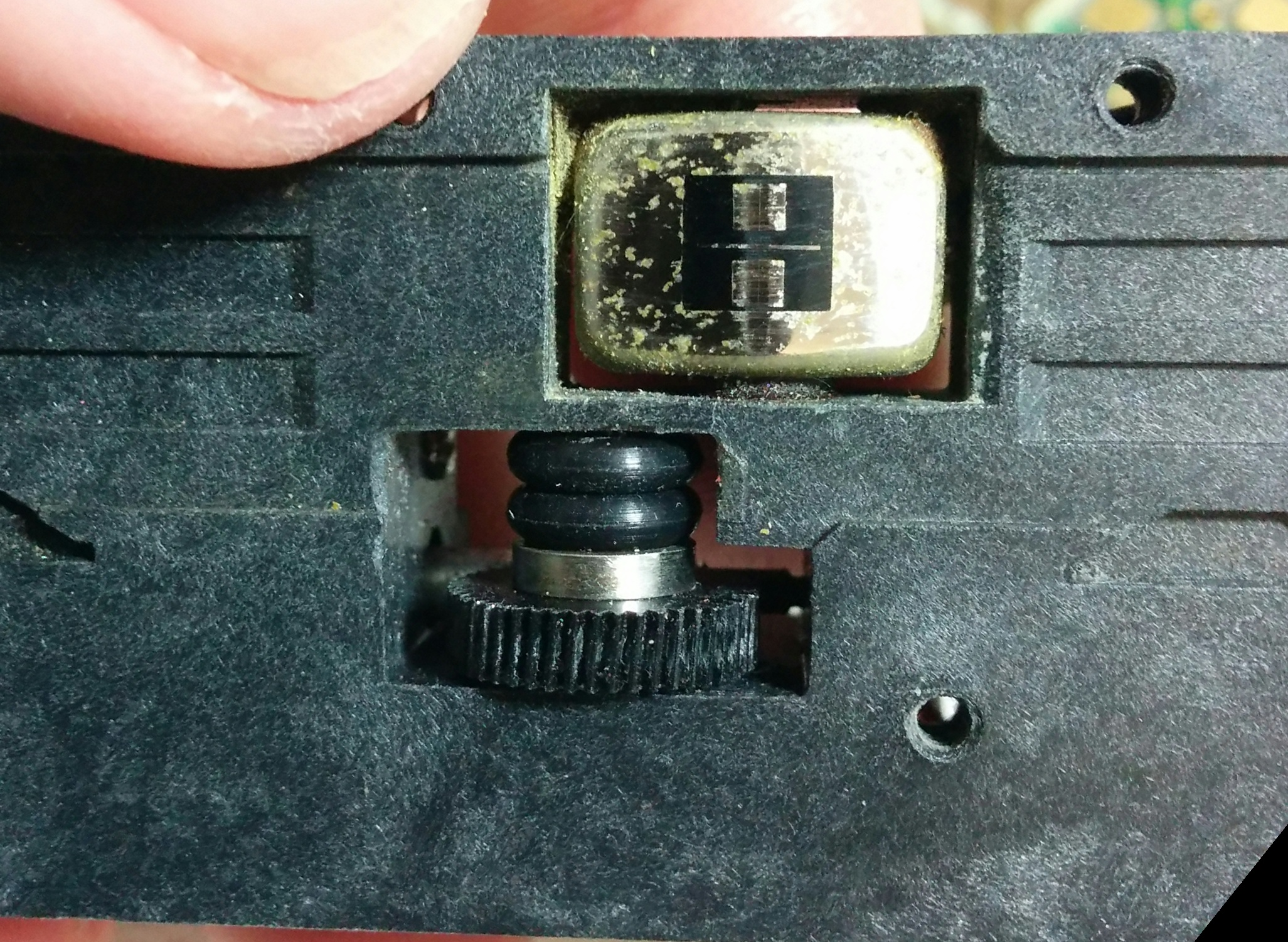
El capçal de lectura magnètic (superior) de l'HP-67 i una part del mecanisme de transport (corrons de goma i roda dentada) del lector integrat per a targetes magnètiques
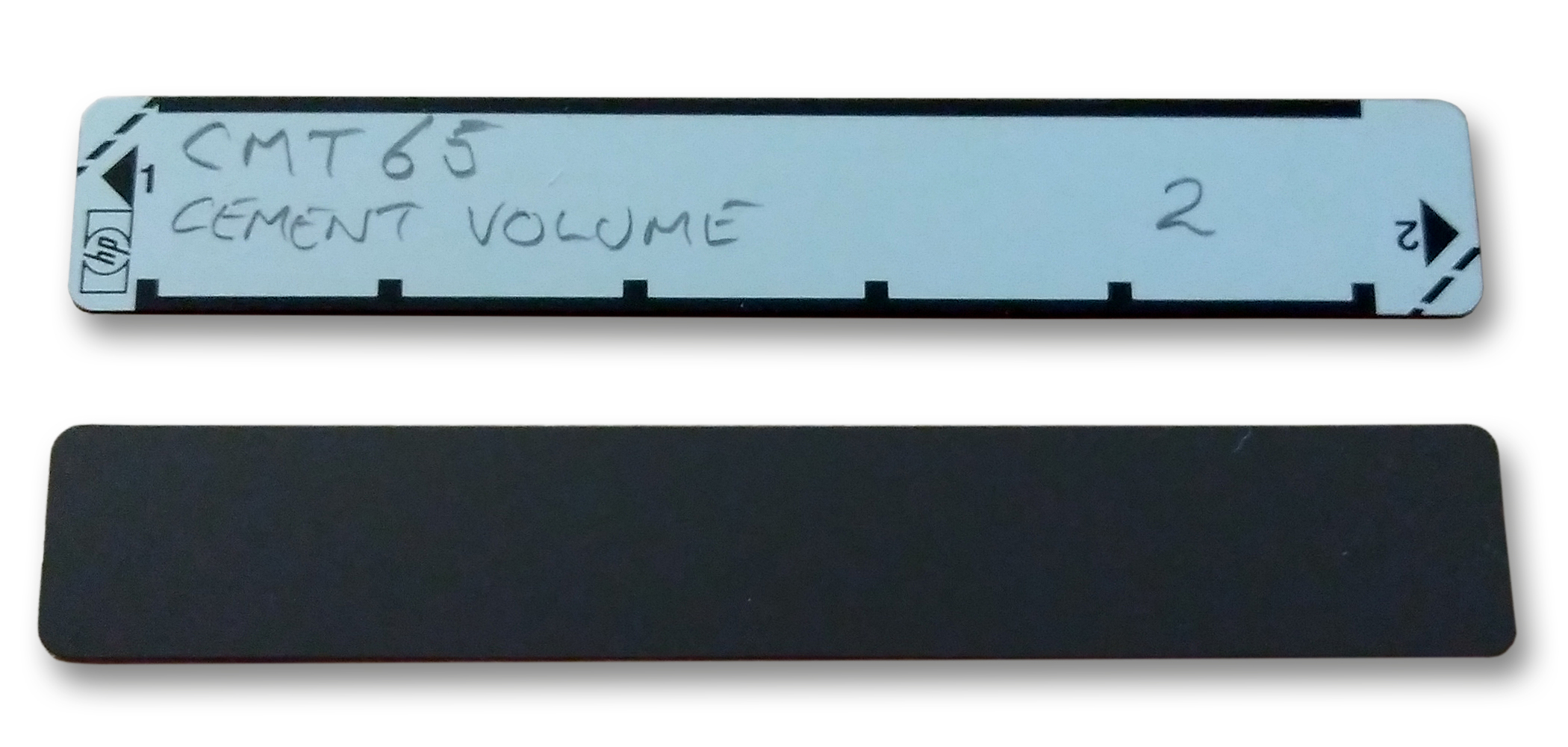
Targeta magnètica HP.
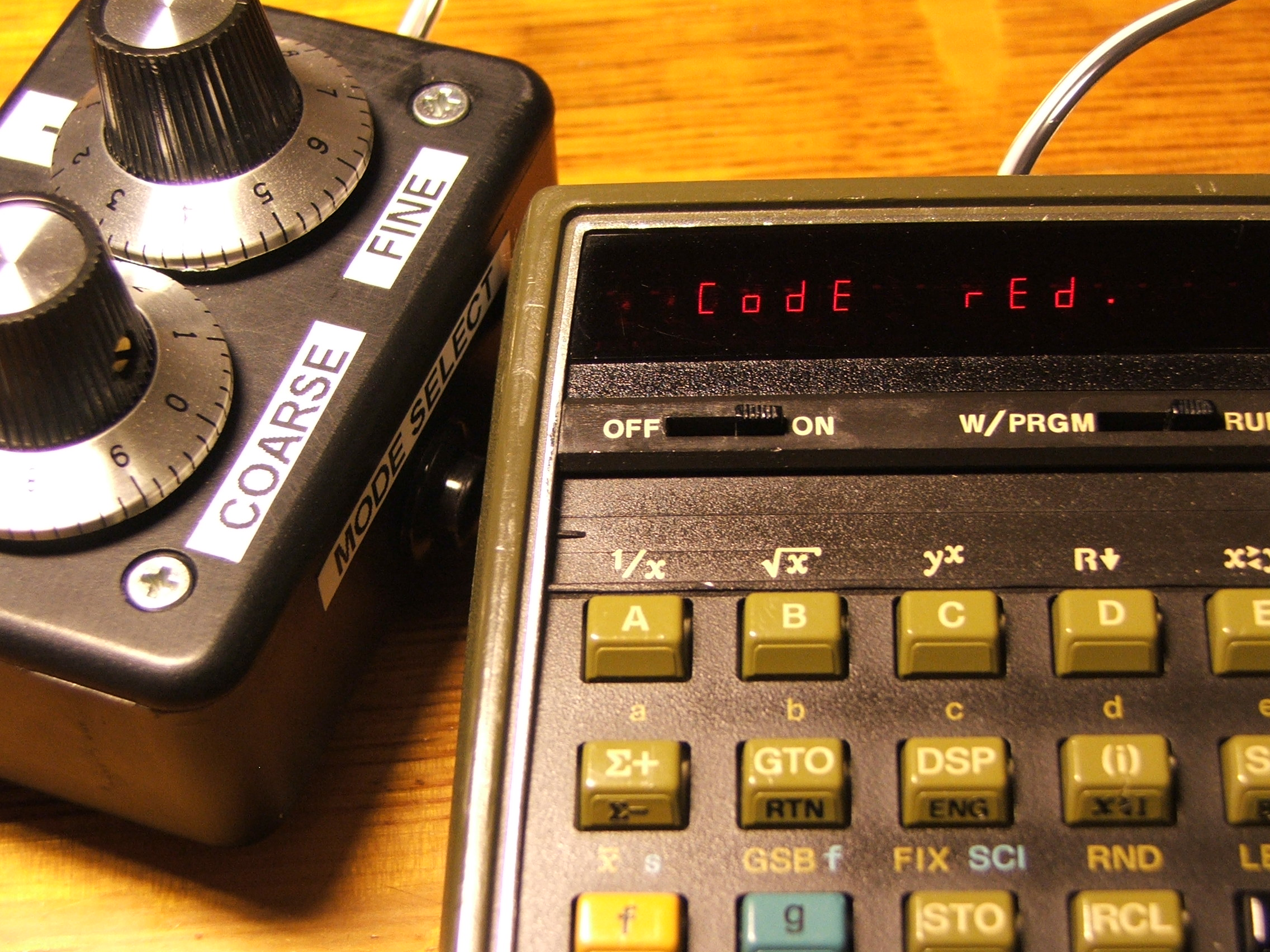
HP-67 amb Blackbox en acció.

## HP-97S

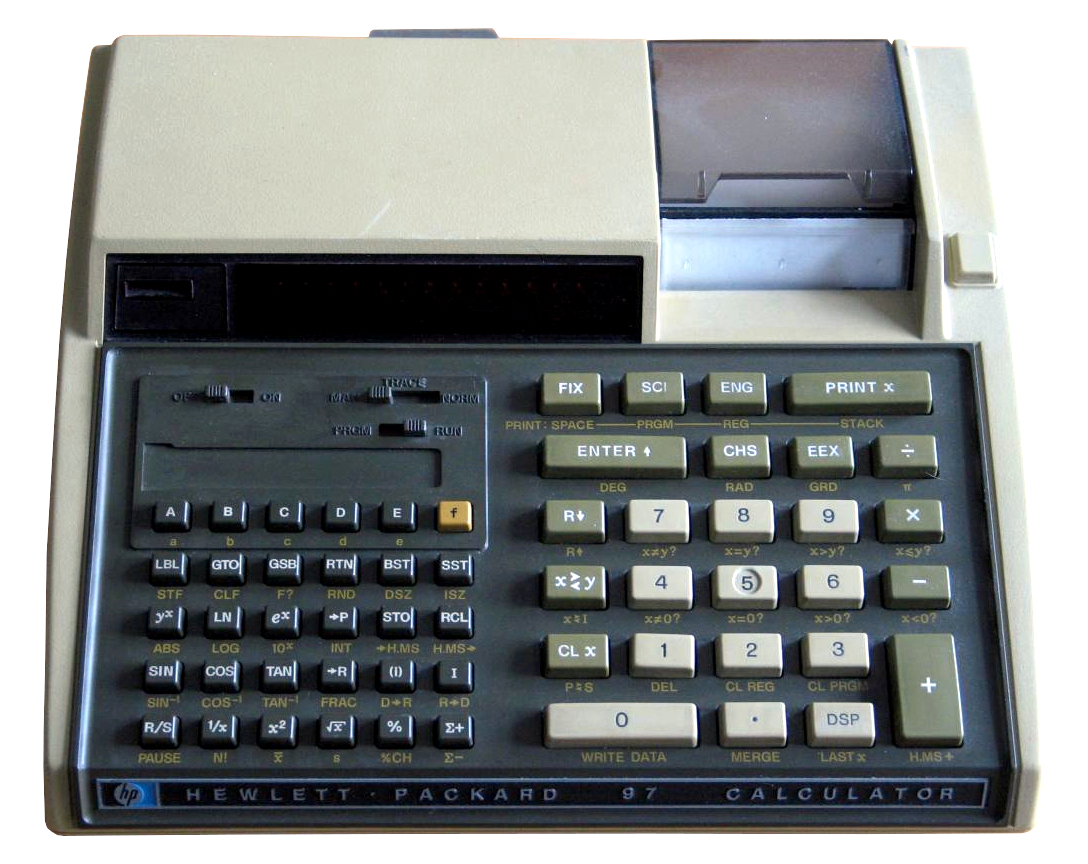
Calculadora HP-97.

El 1977, HP va introduir una versió ampliada del model d'escriptori amb el nom HP-97S que comptava amb un port d'E/S paral·lel addicional (40 línies per a 10 dígits BCD de 4 bits, més 5 línies de control) per recollir dades de maquinari extern, a un preu de 1.375 dòlars.